# Le Repaire des rats
Le Repaire des rats (titre original : Lair) est un roman de James Herbert paru en 1979. Il fait suite au roman Les Rats et précède L'Empire des rats.

## Les personnages
- Lucas Pender : employé d'une entreprise de dératisation à Londres. Une partie de sa famille a été tuée par des rats mutants il y a quatre ans.

- Jenny Hanmer : éducatrice dans un centre de la forêt d'Epping.

- Alex Milton : directeur du Centre de l'Environnement d'Epping.

- Jan Wymbus : étudiante cuisinière au Centre de l'Environnement d'Epping. Blessée gravement par les rats.

- Will Aycott : travaille au Centre de l'Environnement d'Epping.

- Vic Whitaker : éducateur au Centre de l'Environnement d'Epping.

- Thornton : secrétaire privé au ministère de l'Agriculture.

- Baines : commandant d'armée.

- Comack : commissaire de police.

- Reid : inspecteur de police à Epping.

- Eric Dugdale : chef des gardes forestiers d'Epping.

- Stephen Howard : directeur de recherches dans l'entreprise de dératisation où travaille Pender.

- Edward Whitney-Evans : surintendant de la forêt d'Epping.

- Tony, Hazel, Keith et Joice : famille en vacances dans la forêt d'Epping.

- Ken Woolard : fermier de la forêt d'Epping. Tué par les rats.

- Charles Denison : chef des gardes de la forêt d'Epping.

- Jonathan Matthews : pasteur de la forêt d'Epping. Tué par les rats.

- Brian Mollison : professeur d'éducation physique. Exhibitionniste.

- Alan Martin et Babs Newell : premières victimes des rats à Epping.

- Gordon Baddeley : moniteur tué par les rats à Epping.

- Joe Apercello : employé de l'entreprise de dératisation où travaille Pender. Tué par les rats.

## Résumé
Quatre ans ont passé depuis les sanglants évènements de Londres appelés par la presse : « La Peste noire ». Les autorités ont réussi à exterminer la plupart des rats mangeurs d'homme mais les mutants prisonniers de la cave se sont échappés et ont investi la forêt d'Epping.

### L'Enquête
Lucas Pender, employé d'une entreprise de dératisation (qui prospère depuis l'invasion des rats géants), est envoyé dans la forêt d'Epping où plusieurs incidents laissent penser à une infestation par les mutants. Il y rencontre Jenny Hanmer, une éducatrice qui, pendant qu'elle organisait une sortie scolaire, a aperçu de très gros rongeurs dans un étang. Revenant avec elle sur les lieux, il découvre les restes d'une famille d'hermines. Pensant disposer de preuves suffisantes, il veut faire évacuer la zone mais les autorités, qui craignent pour l'image de la forêt, lui demandent de nouveaux éléments avant de prendre leur décision.

### L'attaque
La nuit même, les rats se décident à s'en prendre aux hommes. Mais l'isolement des victimes retarde leur localisation et empêche Pender de se rendre compte de l'ampleur du phénomène. Il parvient enfin à convaincre les autorités de mettre en place un plan d'évacuation de la forêt, puis de recherche et de destruction du nid, mais pense bénéficier d'un peu de temps avant le début des massacres de masse. C'est donc sans réelle appréhension que, dans la soirée, il rejoint Jenny au centre de conférence où elle travaille. C'est alors que les rats attaquent le bâtiment. Pender parvient à sauver la vie de Jenny et de deux de ses collègues. Les habitants d'un village de mobile-home et d'un camp d'entraînement de la police n'ont pas cette chance.

### Le repaire
Ayant découvert que la vermine logeait dans les égouts, les autorités entreprennent d'en murer les issues avant de les inonder de cyanure. Au cours d'une des opérations visant à sceller les entrées, Pender est blessé par des rats. C'est l'occasion pour Jenny de se rendre compte qu'elle tient beaucoup à lui. Elle apprend par la même occasion pourquoi il est si acharné à détruire les rats : une partie de sa famille a été tuée par les mutants quatre ans auparavant. L'opération est un succès et tous les rats prisonniers des égouts meurent. Cependant, les supérieurs de Pender ont une autre préoccupation : ils lui parlent du mutant bicéphale tué par Harris et aimeraient savoir si cette race a pu réapparaître pour l'étudier. Ils le chargent donc d'explorer les égouts dans ce but. L'expédition s'avère infructueuse. Un mois s'écoule, puis un garde forestier découvre des cerfs massacrés. Pender, qui explore une porcherie abandonnée avec un des animateurs du centre, découvre par hasard le nid du mutant bicéphale et de sa garde rapprochée. L'animateur est tué et Pender ne doit la vie qu'à une révolte des rats contre leur maître, ce qui lui permet de fuir. Il est sauvé par une unité de l'armée (prévenue par le garde forestier), qui détruit la porcherie au mortier. 

### La fin
Quatre rats, dont le meneur de la révolte, ont réchappé au massacre. Ne se sentant plus en sécurité dans la forêt, ils regagnent Londres... 

## Publications
- Le Repaire des rats, traduction du roman par Anne Crichton, édité par Pocket  (ISBN 2-266-03163-5)